# Charlestown (Nevis)
Charlestown ist der Hauptort und die Hafenstadt der karibischen Insel Nevis, die zum Staat St. Kitts und Nevis gehört. 

## Geschichte
Charlestown wurde auf der geschützten Lee-Seite der Insel erbaut, zwischen Fort Charles und Fort Black Rocks. Die meisten der Bauten aus der Frühzeit der Kolonialisierung wurden im Laufe der Jahre durch Erdbeben zerstört, begünstigt durch die verbreitete Praxis von Holzbauten auf steinernem Boden. 
Im Laufe der zweiten Hälfte des 17. Jahrhunderts kamen viele sephardische Juden nach Nevis. Sie waren nach der Eroberung Niederländisch-Brasiliens durch die Portugiesen im Jahre 1654 von dort vertrieben worden.
Eines der bekannten Gebäude ist das Hamilton House, in dem Alexander Hamilton, einer der Gründerväter der Vereinigten Staaten, geboren wurde.

## Söhne und Töchter der Stadt
- Alexander Hamilton (1755 oder 1757 – 1804), US-amerikanischer Staatsmann
- Meritzer Williams (* 1989), Leichtathletin